# Nautilus praepompilius
Nautilus praepompilius és una espècie extinta de mol·lusc cefalòpode de la família Nautilidae. Va viure durant l'Eocè superior i l'Oligocè. S'han trobat espècimens fòssils a la formació de Txegan (Kazakhstan). N. praepompilius va ser agrupat en un tàxon juntament amb altres espècies extintes, basat en els caràcters compartits de les seves conquilles. El seu nom prové degut a la seva morfologia, més tancada que la de N. pompilius.